# Bol'šerečenskij rajon
Il Bol'šerečenskij rajon (in russo Большереченский район?) è un rajon dell'Oblast' di Omsk, nella Russia asiatica; il capoluogo è Bol'šereč'e. Istituito nel 1924, ricopre una superficie di 4.300 chilometri quadrati e consta di una popolazione di circa 31.000 abitanti.